# Tercera División Andaluza
La Tercera División Andaluza constituye el noveno nivel de competición de la Liga Española de Fútbol en la comunidad de Andalucía. Se encuentra, como su nombre indica, inmediatamente por debajo de la Segunda Andaluza y por encima de la Cuarta Andaluza.

## Sistema de competición
La liga consta de seis grupos, tres en la provincia de Sevilla y uno en Málaga, Granada y Cádiz.

## Equipos participantes 2025/2026

### Grupo Cádiz
| Subgrupo 1 - C. D. Atlético San José - U. D. Bornense - Espera C. F. - Federico Mayo C. F. - Juventud Jerez Industrial C. F. - Liberación C. F. - C. D. Puerto Serrano Atlético - San Benito C. F. - San José Obrero U. D. - C.F. Sherry Atlético - Veteranos Xerez C. D. - U. D. Villamartín - C. D. Zahara - C. D. Zona Sur | Subgrupo 2 - C. D. Atlético Pastores - Bahía de Algeciras C. F. - C. D. Benalup - Burreños A. D. - C. D. Caetaria - Facinas C. F. - C. D. La Rock Puente F. C. - U. D. Los Barrios "B" - C. D. Medina Balompié - C. D. Rayo Alcalá - Recreativo Puente Mayorga C. F. - A. D. San García | Subgrupo 3 - Federico Mayo C. F. "B" - Florida C. D. 1947 - Nextstars F. C. - C. D. Novo Chiclana - C. D. Pastora 1966 - Racing C. Portuense "B" - Recreativo Portuense C. F. B. - C. D. Safa San Luis - C. D. San Fernando 1940 - C. D. San Fernando Atlético - C. D. Trasmallo F. C. - C. D. Trebujena Balompié |

### Grupo Córdoba 2024/25
| Subgrupo 1 - Aguilarense Atlético - C. D. Alcázar "B" - Almedinilla Atlético - C. D. Atlético Montoreño - A. D. F. B. Bujalance "B" - Cañete C. D. B. - U. D. Las Palmeras - C. D. Monturk - C. D. Perabeño - Posadas C. F. - Villaviciosa C. F. | Subgrupo 2 - Atlético Cardeña - U. D. Belalcázar - C. D. Dos Torres - A. D. El Viso - C. D. Hinojosa - C. D. La Descarga - C. D. F. B. Mellaria "B" - C. D. Mojino - Pedroche C. D. - Peñarroya-Pueblonuevo C. F. "B" - C. D. Villanueva del Duque |

### Grupo Granada 2024/25
| Subgrupo 1 - C. D. Alborán 2021 - A. D. Albuñol - C. D. Almuñécar 2021 - C. D. Atlético Salobreña - Cúllar Vega C. F. "B" - C. D. B. Gabia C. F. "B" - Granada C. F. "C" - C. D. Granada United - C. F. Güéjar Sierra - C. F. Internacional - C. F. La Malahá - U. D. Los Marinos - C. F. Motril "C" - C. D. Numancia - C. D. Valle de Lecrín | Subgrupo 2 - Benalúa 2004 F. C. - C. D. Campotéjar C. F. - C. D. Chauchina - C. D. Colomera 3.0 - C. D. Deifontes - Deportivo Comarcal - U. D. Escóznar-Bracana - U. D. Fuente Vaqueros - C. F. Graena - C. D. Granada United "B" - C. F. Imperio de Albolote - C. D. Iznalloz - Jayena C. F. - C. D. Santa Fe "B" - Vandalia de Peligros C. F. "B" |

### Grupo Huelva 2024/25
- Aracena C. F.
- A. D. Atlético Matalascañas
- Atlético Tharsis
- C. D. Atlético Villablanca
- A. D. Cartaya "B"
- C. D. Florida 2023
- Nerva C. F.
- C. D. Rociana
- C. D. Rubias
- A. D. Sagrada Familia Mes de Mayo
- C. D. Santa Bárbara 2014
- C. D. Santa Cruz de Punta Umbría
- C.D. Trigueros Balompié "B"
- C. D. Zarza

### Grupo Málaga
| Subgrupo 1 - C. F. U. D. Alameda - C. D. Algaidas - A. D. Almayate - Archidona Atlético - C. F. Benamocarra 2025 - A. D. Colmenar - C. F. Cómpeta - C. D. Cuevas Bajas Atlético - U. D. Fuente de Piedra C. F. - U. D. Humilladero - F. D. Málaga C. F. - C.D. Rayo Málaga - C. D. San Marcos - C. D. Tapia - Totalán Atlético - E. F. Vélez F. C. | Subgrupo 2 - C. D. Álora - C. D. Atlético Ardales - Atlético Estación "B" - C. D. Atlético Torroxeño - El Burgo C. F. - C. D. Guadalmar - Guaro Atletic A.D. - C. D. Juventud de Tolox - F. D. Málaga C. F. "B" - Pizarra Atlético C. F. "B" - Valle de Abdalajís U. D. - C.D. Benaojan | Subgrupo 3 - C. D. F. Banús - C. D. Cala de Mijas - Candor C. F. - Marbella F. C. "B" - F. C. Marbellí "B" - C. D. Mijas "B" - C. D. Monda - C. D. Nueva Andalucía - U. D. Ojén - C. D. Peña Los Compadres "B" |

### Grupo Sevilla
| Subgrupo 1 - C. D. Alanís - Alcalá del Río C. F. - C. Campana Balompié - C. D. Cantarrana - C.D. Cantillana - C. D. F. Cazalla de la Sierra - C. D. Celti Puebla - U. D. Constantina - C. D. El Pedroso - C. D. Fuentes - Guadalcanal C. D. - C. D. Minas - C.D. Oduciarosal - C. D. Peñaflor F. S. - C. D. Priorato Juventud | Subgrupo 2 - África Europa - Badolatosa C. F. - Cañada Rosal C. F. - A. D. Carmona - Estepa Industrial C. D. - Eterna Juventud - U. D. Fuente del Rey - Gilena C. F. - C. D. F. Herrera - U. D. La Jara - La Vino Tinto - U. D. Los Corrales - C. D. Lucho García - U. D. Marinaleda - La Roda C. F. - Paradas Balompié | Subgrupo 3 - C.D. Atlético Sumi - C. D. Aznalcóllar F. B. - Real Betis "D" - Bormujos G. S. Sport - C. D. Burguillos - El Ronquillo C. F. - Guillena C. F. - Isbiliya - Club Jorge Juan Antonio de Ulloa - C. D. A. Nervión - C. D. San Martín - C. D. Torre Reina - Unión Gerena - C. D. Valencina F. C. |

| Subgrupo 4 - Andalucía Este C. F. - C. Atlético Central "B" - U.D. Bellavista "B" - Calavera C. F. - C. D. Cantely - Ciudad Jardín C. F. - AA. AA. Colspe - C. D. Diablos Rojos - U. D. Fuente del Rey - Ibarburu C. F. - C.D. Montequinto "B" - C. D. San Jerónimo - Sevilla F. C. "D" - C. D. Tabladilla - Triaca F. C. | Subgrupo 5 - C. D. Albaida - C. D. Almensilla - Atlético Libertad - Atlético Villanueva - J. D. Bormujos - Camino Viejo C. F. - C. D. Carrión - Coria C. F. "B" - Huévar C. F. - U. D. Mairena del Aljarafe - Mures C. F. - R. C. D. Nueva Sevilla - C. D. Salteras - C. D. Santiponce - Umbrete C. F. | Subgrupo 6 - Atlético Antoniano "B" - C.D. Atlético Maribáñez - C. D. Cabecense "B" - Coripe C. F. - C. D. Coronil - Cuervo Deportivo - Estrella San Agustín C. F. "B" - U. B. Lebrijana "B" - Marchena Balompié - María Millas - C. D. Montellano - C. D. Mosquito - Peña Bética Alcalá - C. D. Rabesa - U. P. Viso "B" |